# Coupe d'Afrique des nations féminine de football 2022
Navigation
2020 Maroc 2024
La Coupe d'Afrique des nations féminine de football 2022 est la douzième édition de la Coupe d'Afrique des nations féminine de football, qui met aux prises les meilleures sélections africaines féminines de football affiliées à la Confédération africaine de football (CAF). La compétition sert aussi de tournoi qualificatif pour la Coupe du monde féminine de football 2023, les quatre demi-finalistes se qualifiant pour la compétition mondiale et deux autres équipes disputant des barrages intercontinentaux. Elle se déroule du 2 au 23 juillet 2022 au Maroc.
L'Afrique du Sud remporte pour la première fois la compétition en battant en finale le Maroc. La Zambie termine à la troisième place.

## Organisation

### Désignation du pays hôte
Le Maroc est désigné par le comité exécutif de la CAF pour organiser l'édition 2022 de la Coupe d'Afrique des nations féminine le 15 janvier 2021,.

### Sponsor officiel
En juillet 2016, Total a annoncé avoir passé un accord de sponsoring avec la Confédération Africaine de Football et devient le « sponsor titre » des compétitions organisées par la CAF. L’accord vaut pour les huit années suivantes et concerne les dix principales compétitions organisées par la CAF, dont la Coupe d'Afrique des Nations féminine, qui est désormais baptisée « Coupe d'Afrique des Nations féminine TotalEnergies ».

### Format
Il s'agit de la première édition de la Coupe d'Afrique des nations avec une phase finale à 12 équipes, comme annoncé par Ahmad Ahmad, alors président de la CAF, le 17 juillet 2019. Traditionnellement jouée en novembre-décembre, la phase finale a lieu en juillet 2022.

## Qualifications
Le Maroc est qualifié automatiquement en tant que pays hôte. Des qualifications sont organisées pour désigner les autres participants.
| Équipe         | Mode de qualification            | Date de qualification | Participation | Meilleur résultat                                                              | Dernière participation (résultat obtenu) |
| -------------- | -------------------------------- | --------------------- | ------------- | ------------------------------------------------------------------------------ | ---------------------------------------- |
| Maroc          | Pays hôte                        | 15 janvier 2021       | 3e            | Premier tour (1998, 2000)                                                      | 2000 (Premier tour)                      |
| Ouganda        | Deuxième tour des qualifications | 29 janvier 2022       | 2e            | Premier tour (2000)                                                            | 2000 (Premier tour)                      |
| Burundi        | Deuxième tour des qualifications | 21 février 2022       | 1re           | Première participation                                                         | Première participation                   |
| Zambie         | Deuxième tour des qualifications | 22 février 2022       | 3e            | Quart de finale (1995)                                                         | 2018 (Premier tour)                      |
| Sénégal        | Deuxième tour des qualifications | 22 février 2022       | 3e            | Premier tour (1991 et 2012)                                                    | 2012 (Premier tour)                      |
| Togo           | Deuxième tour des qualifications | 23 février 2022       | 1re           | Première participation                                                         | Première participation                   |
| Nigeria        | Deuxième tour des qualifications | 23 février 2022       | 14e           | Vainqueur (1991, 1995, 1998, 2000, 2002, 2004, 2006, 2010, 2014, 2016 et 2018) | 2018 (Vainqueur)                         |
| Tunisie        | Deuxième tour des qualifications | 23 février 2022       | 2e            | Premier tour (2008)                                                            | 2008 (Premier tour)                      |
| Burkina Faso   | Deuxième tour des qualifications | 23 février 2022       | 1re           | Première participation                                                         | Première participation                   |
| Botswana       | Deuxième tour des qualifications | 23 février 2022       | 1re           | Première participation                                                         | Première participation                   |
| Cameroun       | Deuxième tour des qualifications | 23 février 2022       | 13e           | Finaliste (1991, 2004, 2014 et 2016)                                           | 2018 (Troisième)                         |
| Afrique du Sud | Deuxième tour des qualifications | 23 février 2022       | 13e           | Finaliste (1995, 2000, 2008, 2012 et 2018)                                     | 2018 (Finaliste)                         |

## Tirage au sort
Le tirage au sort se déroule le 29 avril 2022 à Rabat. Trois équipes sont têtes de série : le Maroc (pays organisateur), le Nigeria (tenant du titre) et le Cameroun (deuxième équipe la mieux classée). Le reste des équipes est tiré sans contrainte.

## Tournoi final

### Règlement
Le règlement est celui de la CAF relatif à cette compétition :
- une victoire compte pour 3 points ;
- un match nul compte pour 1 point ;
- une défaite compte pour 0 point.

Le classement des équipes est établi grâce aux critères suivants :
1. Le plus grand nombre de points obtenus dans tous les matchs du groupe.
En cas d'égalité :
2. Plus grand nombre de points obtenus dans les matchs disputés entre les équipes à égalité ;
3. Meilleure différence de buts dans les matchs disputés entre les équipes à égalité ;
4. Plus grand nombre de buts marqués lors des matchs disputés entre les équipes à égalité ;
5. Si, après l'application des critères 2 à 4, seule une partie des équipes sont encore à égalité, on reprend les critères 2 à 4 pour les équipes concernées par cette nouvelle égalité.
Si, après l'application des critères 2 à 4, des équipes sont encore à égalité, les critères suivants s’appliquent :
6. Meilleure différence de buts dans tous les matchs du groupe ;
7. Plus grand nombre de buts marqués dans tous les matchs du groupe ;
8. Tirage au sort.